# Muffatwerk
Das Muffatwerk ist ein privat betriebenes Kulturzentrum und Wasserkraftwerk im Münchner Stadtteil Haidhausen. Geschäftsführer sind Dietmar Lupfer und Christian Waggershauser. Historisch war neben dem Wasserkraftwerk ein Dampfkraftwerk im Gebäude untergebracht.

## Geschichte
Der Münchner Stadtbaurat Franz Karl Muffat, neben seinem Bruder Karl August Namenspatron des Muffatwerkes, erbaute 1837 zur Wasserversorgung von Haidhausen ein Brunnhaus am Auer Mühlbach auf der damals so genannten Kalkofeninsel. 1867 wurde ein Maschinenhaus mit einer Dampfmaschine angebaut. Nach der Einrichtung der Wasserleitung aus dem Mangfalltal wurde das Wasserwerk 1883 geschlossen. Das Muffatbrunnhaus wurde in ein Elektrizitätswerk umgewandelt, das als Muffatwerk bezeichnet wurde und zunächst zur Versorgung der neuen elektrischen Straßenbeleuchtung gebraucht wurde. Sowohl das ältere Brunnhaus in klassizistischem Stil, als auch der nördlich anschließende spätere Teil von Carl Hocheder mit Halle und dem auf die Basis des Wasserturms gesetzten Schornstein im Jugendstil stehen unter Denkmalschutz. Das Muffatwerk bestand bei seiner Inbetriebnahme im Jahr 1893 aus einer Jonval-Turbine mit 147 kW und einer Dampfmaschine mit 220 kW; 1912 betrug die Leistung 1400 kW, von denen 1320 kW durch Dampf und 80 kW aus Wasserkraft erzeugt wurden. Das Kesselhaus wurde zuletzt 1936 vergrößert. Im Jahr 1973 wurde das Kraftwerk stillgelegt, in den 1980er Jahren als Tennishalle genutzt und ab 1992 für die jetzige kulturelle Nutzung umgebaut.

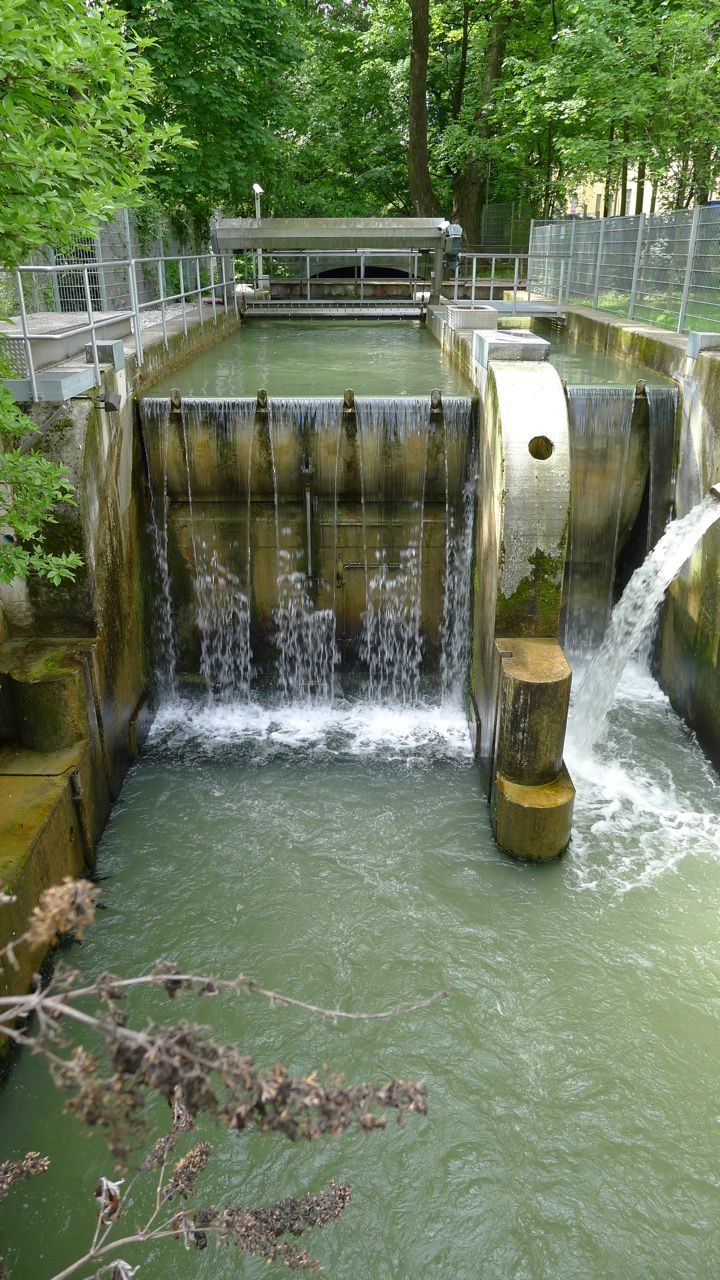
Wasserfall des Auer Mühlbachs. Der heutige Generator des Muffatwerks befindet sich unterhalb des Wehrs.

Der Auer Mühlbach trifft heute mit einem etwa vier Meter hohen Wasserfall auf das Werksgelände. Seit 2005 treibt er dort eine Kaplan-Turbine an und erzeugt in einem Generator 250 Kilowatt Strom. Anschließend unterfließt der Mühlbach das Gebäude.

## Veranstaltungszentrum
Zwei Unternehmer nahmen sich 1992 der Immobilie an und bauten daraus das heutige Veranstaltungszentrum mit Halle und Café. Die Muffathalle eröffnete 1993, der Biergarten 2002. Der Club Ampere wurde zusammen mit einigen Backstage-Räumen und dem Umbau der Gesamtanlage 2005 fertig.
Das Kulturzentrum bietet auf 644 Quadratmetern vor allem Konzertveranstaltungen, aber auch Theateraufführungen und Literaturlesungen. Im Club Ampere finden vor allem Clubabende und Partys statt, seltener Konzerte.
Im Kulturzentrum wurde 2006 von Evan Parkers Transatlantic Art Ensemble das Livealbum Boustrophedon aufgenommen. Seit 2008 ist das Muffatwerk auch ein jährlicher Veranstaltungsort beim Isarinselfest im September.

## Zusammen mit dem Muffatwerk errichtete Gebäude

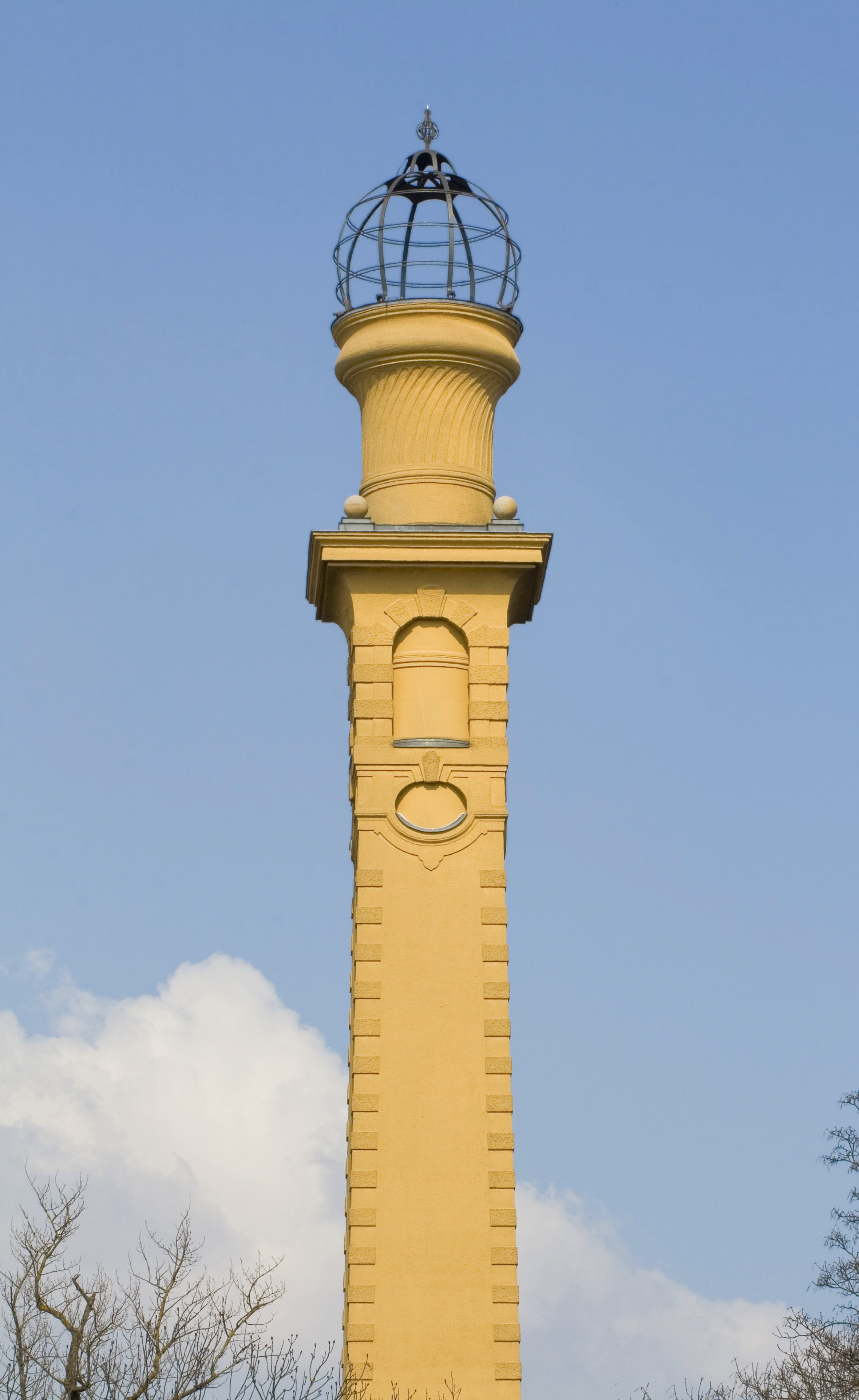
Detailsicht des Turmes

Für den Kraftwerksdirektor wurde unmittelbar nebenan eine Villa errichtet; der Entwurf stammt ebenfalls von Hocheder. Der Kabelsteg, der vom Muffatwerk auf die Praterinsel in der Isar führt, wurde 1898 eigens erbaut, um mit den inneliegenden Kabeln die Stadtbeleuchtung zu versorgen. Von der Praterinsel aus führt die Mariannenbrücke auf das dem Muffatwerk gegenüberliegende linke Isarufer.